# 오로아
오로아(吳捞妸, 1994년 8월 27일 ~ )는 대한민국의 성우로, 2018년 대교방송 성우극회 공채 8기로 입사했다.

## 출연작

### 애니메이션
- 바쿠간 배틀 바쿠기어 - 보비
- 베이블레이드버스트 슈퍼킹 - 레이가
- 피타고라 스위치 - 말하는 블랙박스, 여자 내레이션
- 블레이징 틴스 최후의 마스터6 - 로터스, 은솔
- 무스티 - 무스티 엄마, 내레이션
- 포켓몬스터 W(투니버스) - 채두
- 포켓몬스터(투니버스) - 몰리
- 브레이브 버니 - 베니
- 디지몬 고스트 게임(재능TV) - 감마몬, 베텔감마몬, 카노바이스몬, 시리우스몬, 카우스감마몬, 웨즌감마몬, 굴루스감마몬, 레굴루스몬
- 소스리아(KBS TV) - 케차비, 머스비
- 엔진스핀업 - 김찬
- 차징 탑스피너(MBC) - 레온
- 슈팅스타 캐치! 티니핑(재능TV) - 고고핑
- 터닝메카드 갓(MBC) - 나지은

### 극장판 애니메이션
- 반도에 살어리랏다 - 김기쁨, 바트, 윤조교 , 부동산

### 외화
- 비트를 느껴봐 - 루비 디키
- CODE 8 - 매디

### 게임
- 그랑사가 - 루나, 베사, 돌로레스, 릴레아스
- 던전앤파이터 - 여왕벌 퀸비, 뉵스, 잊혀진 수호신 에닉스
- 데스티니 차일드 - 카카
- 얼티밋스쿨 - 여와
- 엘라의 2048 - 제넷, 조이, 조안, 애실리
- 월드 오브 워크래프트
- 이 멋진 세계에 축복을! 판타스틱 데이즈 - 아루에
- 일곱 개의 대죄:GRAND CROSS - 람
- 하스스톤 - 고위 수녀원장 알루라, 교관 파이어하트, 약삭빠른 불량아, 유령 불량아, 혈기왕성한 붉은용혈족, 마력 깃든 가마솥
- Library of Ruina - 세실, 제나
- A3 스틸얼라이브 - 영광의 성기사단장 레나
- 더퀸 - 신혜림
- 쿠키런: 킹덤 - 블루파이맛 쿠키
- 파이널 판타지 14 - 노피카

### 기타
- 미니특공대 - 할로윈송(노래)
- 청춘기록 넷플릭스 화면해설
- 까칠한 아이(오디오북) - 엄마
- 고양이언어학(오디오북)
- 이완의 자세(오디오북)
- 18 어게인(JTBC) - 버스 안내 음성
- 츠바키 문구점(오디오북)